# Psalmo
Psalmo – osada w Polsce położona na Pojezierzu Kaszubskim, w województwie pomorskim, w powiecie wejherowskim, w gminie Szemud.
W latach 1975–1998 miejscowość administracyjnie należała do województwa gdańskiego.